# 1963年のNFL
1963年のNFLは、NFL44回目のレギュラーシーズンである。4月17日、ピート・ロゼールコミッショナーはパッカーズRBポール・ホーナングとライオンズDTアレックス・カラスが、自分が出場する試合に金銭を賭けたとして、無期限出場停止処分を科した。また、他の5人のライオンズの選手についてもそれぞれ2000ドルの賭博の事実が発覚したが、彼らはその試合に出場していなかった。
シーズンは、NFLチャンピオンシップでシカゴ・ベアーズがニューヨーク・ジャイアンツを破り、幕を閉じた。

## ドラフト
1962年12月3日にドラフトが行われ、20巡280名が指名された。

## JFK暗殺
ジョン・F・ケネディ大統領暗殺から2日後の11月24日、NFLは通常通りの試合を開催し、観客動員数は暗殺の影響を受けなかった。通常どおりに開催することについて抗議が殺到し、ピート・ロゼールコミッショナーは開催する決定をしたことを後悔したが、通常通りの開催には、ケネディ大統領の秘書であるピエール・サリンジャーの強い後押しがあったことをコミッショナーは明言した。
フィラデルフィア・イーグルスとワシントン・レッドスキンズは試合の延期を求めていたが、試合前に暗殺現場で殉職した警官の家族にイーグルスの選手が寄付を表明し、試合後にはレッドスキンズの選手とコーチが試合のボールをホワイトハウスに寄贈することを表明し、開催の決定をしたロゼールに感謝の意を述べた。
大統領暗殺以降、テレビの通常放送は休止され、CBS社長は通常放送休止を大統領の埋葬が終わるまで継続することを命じた。テレビ放送はコマーシャルなしの報道特番となり、それに伴って、NFLのテレビ放送も休止された。

## 日程
各チーム14試合の対戦相手は、以下のように組まれた。
- 同カンファレンス（12試合）
- 他カンファレンス（2試合）

| NFL              | NFL              | AFL            | AFL            |
| 西カンファレンス | 東カンファレンス | 西地区         | 東地区         |
| ---------------- | ---------------- | -------------- | -------------- |
| コルツ           | ブラウンズ       | ブロンコス     | ペイトリオッツ |
| ベアーズ         | カウボーイズ     | チーフス       | ビルズ         |
| ライオンズ       | ジャイアンツ     | チャージャーズ | オイラーズ     |
| パッカーズ       | イーグルス       | レイダース     | ジェッツ       |
| ラムズ           | スティーラーズ   |                |                |
| バイキングス     | カージナルス     |                |                |
| 49ers            | レッドスキンズ   |                |                |

 ：1度対戦　 ：2度対戦　

## 順位表
| ニューヨーク・ジャイアンツ   | 11 | 3  | 0 | .786 | 9–3   | 448 | 280 | 32.0 | 20.0 |
| クリーブランド・ブラウンズ   | 10 | 4  | 0 | .714 | 9–3   | 343 | 262 | 24.5 | 18.7 |
| セントルイス・カージナルス   | 9  | 5  | 0 | .643 | 8–4   | 341 | 283 | 24.4 | 20.2 |
| ピッツバーグ・スティーラーズ | 7  | 4  | 3 | .636 | 7–3–2 | 321 | 295 | 22.9 | 21.1 |
| ダラス・カウボーイズ         | 4  | 10 | 0 | .286 | 3–9   | 305 | 378 | 21.8 | 27.0 |
| ワシントン・レッドスキンズ   | 3  | 11 | 0 | .214 | 2–10  | 279 | 398 | 19.9 | 28.4 |
| フィラデルフィア・イーグルス | 2  | 10 | 2 | .167 | 2–8–2 | 242 | 381 | 17.3 | 27.2 |

| シカゴ・ベアーズ         | 11 | 1  | 2 | .917 | 10-1-1 | 301 | 144 | 21.5 | 10.3 |
| グリーンベイ・パッカーズ | 11 | 2  | 1 | .846 | 9-2-1  | 369 | 206 | 26.4 | 14.7 |
| ボルチモア・コルツ       | 8  | 6  | 0 | .571 | 7-5    | 316 | 285 | 22.6 | 20.4 |
| デトロイト・ライオンズ   | 5  | 8  | 1 | .385 | 4-7-1  | 326 | 265 | 23.3 | 18.9 |
| ミネソタ・バイキングス   | 5  | 8  | 1 | .385 | 4-7-1  | 309 | 390 | 22.1 | 27.9 |
| ロサンゼルス・ラムズ     | 5  | 9  | 0 | .357 | 5-7    | 210 | 350 | 15.0 | 25.0 |
| サンフランシスコ・49ers  | 2  | 12 | 0 | .143 | 1-11   | 198 | 391 | 14.1 | 27.9 |

## プレーオフ

### NFLチャンピオンシップ
1963年12月29日 イリノイ州シカゴ　リグレー・フィールド
シカゴ・ベアーズ 14 - 10 ニューヨーク・ジャイアンツ

### プレーオフボウル
プレーオフボウルは各カンファレンスの2位チーム同士で対戦し、リーグの3位を決定した試合である。
1963年1月5日 フロリダ州マイアミ オレンジボウル
グリーンベイ・パッカーズ 40 - 23 クリーブランド・ブラウンズ